# Apostibes
Apostibes is een geslacht van vlinders van de familie Dikkopmotten (Scythrididae).

## Soorten
- A. dhahrani Passerin d'Entrèves & Roggero, 2003
- A. raguae Bengtsson, 1997